# Todd Lodwick
Todd Lodwick (Steamboat Springs, 21 de noviembre de 1976) es un deportista estadounidense que compitió en esquí en la modalidad de combinada nórdica.
Participó en seis Juegos Olímpicos de Invierno, entre los años 1994 y 2014, obteniendo una medalla de plata en Vancouver 2010, en la prueba por equipo (junto con Brett Camerota, Johnny Spillane y Bill Demong).
Ganó tres medallas en el Campeonato Mundial de Esquí Nórdico, en los años 2009 y 2013.

## Palmarés internacional
| Juegos Olímpicos   | Juegos Olímpicos          | Juegos Olímpicos  | Juegos Olímpicos           |
| Año                | Lugar                     | Medalla           | Prueba                     |
| ------------------ | ------------------------- | ----------------- | -------------------------- |
| 2010               | Vancouver (Canadá)        | Medalla de plata  | TG + 4 × 5 km por equipo   |
| Campeonato Mundial |                           |                   |                            |
| Año                | Lugar                     | Medalla           | Prueba                     |
| 2009               | Liberec (República Checa) | Medalla de oro    | TN + 10 km salida en grupo |
| 2009               | Liberec (República Checa) | Medalla de oro    | TN + 10 km individual      |
| 2013               | Val di Fiemme (Italia)    | Medalla de bronce | TN + 4 × 5 km por equipo   |